# دينا ميهتا
دينا ميهتا (بالإنجليزية: Deena Mehta)‏ هي سيدة أعمال هندية، ولدت في 18 فبراير 1961 في فالساد في الهند.